# 天国に涙はいらない
『天国に涙はいらない』（てんごくになみだはいらない）は、佐藤ケイによる日本のライトノベル。イラストはさがのあおいが担当している。電撃文庫（メディアワークス→アスキー・メディアワークス）より2001年2月から2011年3月まで全12巻が刊行された。第7回電撃ゲーム小説大賞〈金賞〉受賞作品。2002年にはCD・ラジオドラマ化もされた。

## ストーリー
賀茂是雄は、代々続く霊能力者の一族に生まれた少年。除霊や御払い等それなりの腕前を持つものの、現代社会では霊能力者の経済事情は厳しく、小遣いも貰えないため、普段は駅前の路上で占い師の真似事（1回500円）をしてバイトに励む日々を送っていた。
ある時、そのバイトを同級生の佐々木律子に見つかってしまった賀茂は成り行きで賀茂は学校で噂になっている「呪われた教室」のお祓いをする羽目に。様子を見た所、その教室には、放置していたら死人が続出してしまうほどの恐ろしい妖気が漂っていた。自分1人の力では対抗できないと悟り、守護霊を呼びだすことに。現れたのは高い力を持つが性癖にやや難ありの熾天使アブデルだった。
その後も調査を続けるうちに呪いの原因は同じ高校に通う後輩、桂たまだと知る。実は彼女は人間ではなく、悪魔だったのだ。このまま周囲に被害を及ぼす前に封印しようとするアブデルに対し、賀茂はたまを救ってやりたいと考えるのだが・・・？

## 登場人物
賀茂是雄（かも これお）
声 - 松野太紀
本作の主人公。高校生2年生。実家は、代々続く霊能力者の一族。未だ修行中の身だが、彼もある程度の霊能力を持っており、過去や未来を見通す霊視や簡単なお祓いもできる。
作中では数少ない常識人で、周りの人間の非常識極まりない言動に対して、常にツッコミを入れる。やや冷めた言動を取る事も多いが、敵に対してもギリギリまで説得を試みたり強引な行動をとることを最終手段とするなど優しい性格。
律子からの依頼で学校の「呪われた教室」を解決するために守護霊としてアブデルを呼び出し、原因であるたまと出会う。彼女の不幸な生い立ちを知って助けようと奮闘するもたまの妖気に当てられ死亡する。
しかしたまの涙を見たアブデルによって北海道の霊狐として転生。その後自力で東京に帰還し、天狐・伯蔵主から聞いた「人化の法」で人間に戻る。
人間に戻ったは良いが戸籍が無いからどうしよう、と考えていたら呑気者の両親が「死亡届」を出していなかった事が判明、そのまま帰宅した後、無事復学する。
名前の由来は、陰陽道の大家である賀茂家と、同じく陰陽師の弓削氏の一人の弓削是雄からである。
アブデル
声 - 置鮎龍太郎
賀茂の守護霊を務める熾天使。偽ディオニシウス・アレオパギタが定めた天使の9階級のうち最上クラスに位置する。本来は3対（6枚）の翼を持ち全身が光り輝いているが、人間界で活動するために受肉したため長い黒髪を持つ長身の美青年の姿をしている。
熾天使であるため凄まじい力の持ち主で、ある程度の妖怪変化さえ一瞬で消滅させてしまうほどだが、人間界では賀茂に術を使わせることでしか力を発揮できない。
クールで思慮深く気品もあるが、その本質は美少女をこよなく愛する紛れもないロリコン。たまを溺愛しており、真央やみきにも惹かれている。自らの欲望のためなら賀茂をないがしろにする事もあるが、結果的に報われない。美少女ゲームや漫画などにも興味を持つオタクでもある。
桂たま（かつら たま）
声 - 國府田マリ子
賀茂の後輩。高校1年生だが、とてもそうとは思えないほど幼い容姿の持ち主。ボブショートヘアで大きなリボンが特徴。
礼儀正しいしっかり者だがかなりのドジっ子。料理の際に皿を割ったり指を切ったりするのは日常茶飯事である。幼少期にダンボールに詰めて捨てられていた所を神父に拾われ養女として育てられた。神父の死後は1人で暮らしており、そのせいかさびしがり屋な面もある。
実は悪魔で「呪われた教室」の原因。頭には角があり（リボンはそれを隠すため）尾や羽もある。しかし自身は自分がクラスの友人達がおかしくなっている原因である事を知らず、日々元気が無くなっている友人達を心配していた。
その真相は養父である神父が彼女を人間として育てたため、本来持っている魔力を制御出来ないまま魔力のみが膨張してしまい結果周囲に妖気をまき散らす結果になってしまった。神父の死因も彼女の妖気が原因である。その被害は10万人を超えており、魔界からS級悪魔としての認定証も送られている。
アブデルの事は「アブデル義兄様（にいさま）」と呼んでいる。
賀茂達と共に魔力修行をしている際、力を抑えられず真相を全て「見て」しまい、激しい悲しみと後悔、絶望に捕われるも賀茂の説得によって救われる。その後はなんとか妖気を漏らさないようには出来るようになった。
賀茂が死後転生・再び人間になった後は賀茂家に居候として暮らしている。
ちなみに身寄りのない彼女が生活出来ていたのは、その妖気で銀行のデータバンクがパニックを起こし、莫大な残高を導き出していたため。
佐々木律子（ささき りつこ）
声 - 中川亜紀子
賀茂の中学時代からの同級生。賀茂の霊能力を偶然知り、学校で噂の「呪われた教室」を祓うように依頼した。スタイルの整った美人だが、とても女性とは思えないほどの食い気と、野次馬根性丸出しの好奇心を持ち主。また、どういう縁なのか異常なほどの情報通である。空手を習っており、腕っ節が強い（墓石やブロック塀を蹴り壊すほど）。
アブデルを好いており彼のファンクラブ会長を自称するが、アブデルの守備範囲からは外れており「年増女」「下品な胸」と散々な言われようである。しかし彼女自身は全くめげていない。
BLや「やおい」と呼ばれるジャンルの本を好んで読む腐女子でもある。
鍋島真央（なべしま まお）
声 - 清水香里
2巻より登場。狐に転生した是雄が人間に戻る方法を求めて旅をしていた時に出会った少女。猫耳と二つに割れた猫の尾を持った「ネコミミ少女」。
元々は普通の人間だったが、病気で死にそうになった際飼い猫のミケによって、互いの体と魂を入れ替えて命を長らえさせるという方法で助けられた。その後夢枕に立ったミケによって人間の姿になれる方法を教えてもらう。
肉体が猫のためか身体能力及び習性まで猫そのもの。普段耳は大きな帽子で隠している。
性格はこの上ないマイペース。自分の意見をはっきりという部分があり、賀茂と何度か口論になった事もある。一方で猫の体を得て両親のもとへ戻った結果2人を逆に傷つけ挙句死なせてしまった経験からややナイーブな面もある。
後に猫耳を見られたために住んでいた町にいられなくなり、現在は律子の家に住んでいる。
是雄をごんぎつねの物語から「ごん」と名付け、是雄が無事、人間になってからもその呼び名は変わらない。
勘解由小路みき（かでのこうじ みき）
声 - 皆口裕子
3巻より登場。常に巫女装束を着ている黒髪美少女。極貧で、巫女服以外の服は持っていない。
唯一の肉親である兄が呪いによって殺され、司法の手も借りられないため、自ら仇討ちをするために日本中を旅している。旅の最中空腹で倒れかけた所を賀茂の父親に拾われる。
生真面目で、基本的に誰に対しても敬語を使うが、無礼な物言いも多く、慇懃無礼であるたとえ話に古事記や万葉集などの和歌を引用する事が多く、それなりの教養はある。和食を中心とした料理も得意。兄に瓜二つなアブデルを慕っており、そのため律子とは犬猿の仲。
霊視は苦手だが、代わりに霊力は高く占いにも長けており、神からのお告げを紙に記す「お筆先」と言う術を得手とする。他にも他人の髪を藁人形に仕込むことで直接呪いをかける術も持つ。
実は、兄を死なせたのはたまである。たまが各地を転々としていた際の1つの場所に妖気を漏らしてしまい、その妖気にあてられたのが死因。事実を知った際は妹のように思っていたたまが仇である事で彼女に騙されていたと悟り、半狂乱のまま自ら「鬼」になって復讐を果たそうとする。しかし復讐を受け入れようとするたまの態度や彼女の性格を知っていたため殺す事は出来かったがどうしても許せない自分自身との間で葛藤するが、アブデルから自分を「お兄様」と呼ぶ事を許された事で自身もたまを許し続けると誓う。その後、たまとも一応友好な関係になり賀茂家に居候している。
また、本編とは無関係な裏設定ではあるが賀茂家と勘解由小路家は縁戚関係にあり、勘解由小路家が本家筋になる。
菜間真理子（なま まりこ）
4巻より登場。三つ編みに黒ぶち四角フレームの眼鏡をかけた少女。アブデルからは貴重な「眼鏡っ子」として扱われている。父親が賀茂達の高校の校長として着任した際たまのクラスに転入してくる。
正体は人間ではなくホムンクルス。本来両性具有でありながら女性体であり、完全な叡智も持たないため失敗作として捨てられていた所、現在の父親、尺八郎に拾われ育てられる。そのため本当の父親ではないが命の恩人である事も含めてとても慕っている。ただし暑苦しい性癖にはやや不満がある様子。
真面目な性格で潔癖症。女性下着を知らなかった際は父親と同じふんどしを着用していた。現在その事について触れられると激怒し、ハンマーで殴り飛ばす。
たまを連れて行こうとした尺八郎に交換条件としてアブデルに引き渡されそうにもなったが、最終的には尺八郎と共に旅を再開する。
菜間尺八郎（なま しゃくはちろう）
4巻より登場。真理子の父親。口ひげをはやしたナイスミドル。正体は地獄の王の一人、堕天使ベリアルの異名を持つ悪魔。ビキニパンツやふんどしを愛用する特殊な思考の持ち主でさらに男色家でもあるため、アブデルからはとてつもなく毛嫌いされている。
ある目的のため賀茂達の高校の校長を言葉巧みに洗脳し、失脚させた後校長の座に就任。賀茂達と一悶着起こすこととなる。
やや変わった性癖を除けば、紳士的でとても優しい性格。捨てられていた真理子を外界でも生きられるようにするため自ら切った腕と融合させた。
実はたまの実の父親で、目的も彼女を連れ戻す事に当たる。それは天使といるたまが監禁されひどい扱いをされていると思い込んでいたためたまが今の暮らしを好んでいると知った際はやや困惑した。最終的にはたまを賀茂達にたくし、自身はたまの妖気スポットを回って管理及び捜査の旅に出た。
彼の印象が強かったため、アブデルは眼鏡っ子である真理子の出番が少なかったことに不満を持っている。

## 既刊一覧
- 坂入慎一（著）・凪良（イラスト）、メディアワークス→アスキー・メディアワークス〈電撃文庫〉、全12巻
  - 『天国に涙はいらない』、2001年2月10日発売[10]、ISBN 4-8402-1737-8
  - 『天国に涙はいらない（2） 畜生道五十三次』、2001年4月10日発売[11]、ISBN 4-8402-1776-9
  - 『天国に涙はいらない（3） あだ討ちヶ原の鬼女』、2001年7月10日発売[12]、ISBN 4-8402-1867-6
  - 『天国に涙はいらない（4） 男色一代男』、2001年10月10日発売[13]、ISBN 4-8402-1947-8
  - 『天国に涙はいらない（5） 逝き女五枚羽子板』、2002年1月10日発売[14]、ISBN 4-8402-2011-5
  - 『天国に涙はいらない（6） 狐の夜滅入り』、2002年5月10日発売[15]、ISBN 4-8402-2095-6
  - 『天国に涙はいらない（7） 魔女爺合戦（へくせんやがっせん） 』、2002年12月10日発売[16]、ISBN 4-8402-2250-9
  - 『天国に涙はいらない（8） 姉振り会うも他生の縁』、2003年5月10日発売[17]、ISBN 4-8402-2316-5
  - 『天国に涙はいらない（9） ふんどし汁繁盛記』、2003年8月10日発売[18]、ISBN 4-8402-2434-X
  - 『天国に涙はいらない（10） 妹兄山腐女子庭訓（いもせやまやおいおんなていくん） 』、2004年6月10日発売[19]、ISBN 4-8402-2693-8
  - 『天国に涙はいらない（11） メイドの途の一里塚』、2005年8月10日発売[20]、ISBN 4-8402-3126-5
  - 『天国に涙はいらない　終』、2011年3月10日発売[21]、ISBN 978-4-04-870375-8